# Nothroctenus marshi
Nothroctenus marshi är en spindelart som först beskrevs av F. O. Pickard-Cambridge 1897.  Nothroctenus marshi ingår i släktet Nothroctenus och familjen Ctenidae. Utöver nominatformen finns också underarten N. m. pygmaeus.